# Sylvain de Rome
 (mai 2011).
Si vous disposez d'ouvrages ou d'articles de référence ou si vous connaissez des sites web de qualité traitant du thème abordé ici, merci de compléter l'article en donnant les références utiles à sa vérifiabilité et en les liant à la section « Notes et références ».
Sylvain de Rome ou Saint Silvain de Rome ou Saint Silvain (Sanctus Sylvanus ou  silvanus en latin) est un saint catholique et orthodoxe. Fêtes le 5 mai, le 23 novembre en Occident et le 25 janvier en Orient.

Sylvain est le nom du dieu des forêts et le surnom donné au dieu Mars, divinité des forêts dans la mythologie latine.
Sylvain, fils de Félicité de Rome, a été martyrisé à Rome vers 160, avec sa mère et ses six frères. 